# Jussy, Moselle
Jussy är en kommun i departementet Moselle i regionen Grand Est (tidigare regionen Lorraine) i nordöstra Frankrike. Kommunen ligger i kantonen Ars-sur-Moselle som tillhör arrondissementet Metz-Campagne. År 2022 hade Jussy 458 invånare.

## Befolkningsutveckling
Antalet invånare i kommunen Jussy
| Referens: INSEE |